# The Dave Brubeck Quartet
O The Dave Brubeck Quartet (Quarteto de Dave Brubeck), foi um quarteto de jazz, formado em 1951, por Dave Brubeck. Do quarteto também fazia parte Paul Desmond (saxofone).

## Biografia
Durante muito tempo, o quarteto tocou no clube Blackhawk, em São Francisco , tendo ganho grande popularidade em concertos dados em escolas. Gravaram diversos álbuns, dos quais se destacam Jazz at Oberlin, Jazz Goes to College e Jazz Goes to Junior College.
Em 1958, após diversos membros, o quarteto assumiria a sua formação clássica, com Brubeck, Desmond, Joe Morello (bateria) e Eugene Wright (contrabaixo). No ano seguinte, o quarteto grava o álbum Time Out; no entanto, a editora não se encontrava segura para o editar no mercado, embora tenha ficado agradada com o seu formato final. O álbum era composto por músicas originais, mas com a particularidade de nenhuma delas ser marcada pelo métrica habitual. Mesmo assim, o álbum atingiria o disco de platina, com músicas como Take Five, Blue Rondo à la Turk e Pick Up Sticks.
O quarteto gravaria outros álbuns, dentro do mesmo estilo, como Time Further Out (1961), Time in Outer Space e Time Changes. Estes álbuns eram ilustrados por pintura contemporânea, por artistas como Neil Fujita em Time Out, Joan Miró em Time Further Out, Franz Kline em Time in Outer Space e Sam Francis em Time Changes.
Um dos pontos altos do grupo, foi o seu clássico álbum ao vivo, de 1963, At Carnegie Hall, descrito pelo crítico Richard Palmer como sem dúvida o melhor concerto de Dave Brubeck.
O Quarteto de Dave Brubeck acabou em 1967, embora se tenham reunido em 1976, por ocasião do seu 25º aniversário.

## Membros

### 1951-1956
- Dave Brubeck - piano
- Paul Desmond - saxofone alto
- Bob Bates - contrabaixo
- Joe Dodge - bateria

No álbum Jazz at Oberlin, 1953
- Dave Brubeck - piano
- Paul Desmond - saxophone alto
- Ron Crotty - contrabaixo
- Lloyd Davis - bateria

### 1956-1958 - Quarteto de transição com Joe Morello
- Dave Brubeck - piano
- Paul Desmond - saxofone alto
- Norman Bates - contrabaixo
- Joe Morello - bateria

### 1958-1967 - Quarteto clássico com Eugene Wright
- Dave Brubeck - piano
- Paul Desmond - saxophone alto
- Eugene Wright (também chamado de "Gene Wright") - contrabaixo
- Joe Morello - bateria

Após a separação

### 1968-1972 - Quarteto "The Dave Brubeck Trio & Gerry Mulligan"
- Dave Brubeck - piano
- Gerry Mulligan - saxofone barítono
- Jack Six - contrabaixo
- Alan Dawson - bateria

Com a presença de:
- Paul Desmond - saxofone alto (Outubro de 1972: quinteto formado para We're All Together Again)

### 1972-1976 - Quinteto "The Darius Brubeck Ensemble" – com os seus três filhos e um membro convidado
- Dave Brubeck – piano
- Darius Brubeck - piano, piano eléctrico
- Chris Brubeck - trombone, baixo, baixo sem traste
- Dan Brubeck - bateria

Com a presença de:
- Paul Desmond - saxophone alto (convidado em alguns concertos)
- Gerry Mulligan - saxofone barítono (convidado em alguns concertos)

### 1976 – Quarteto na comemoração do 25º aniversário do grupo
- Dave Brubeck - piano
- Paul Desmond - saxofone alto
- Eugene Wright - contrabaixo
- Joe Morello - bateria

### 1977-2006 - "The New Brubeck Quartet (O Novo Quarteto Brubeck) – com os seus três filhos e convidados
- Dave Brubeck- piano
- Darius Brubeck - piano, piano eléctrico
- Chris Brubeck- trombone, baixo, baixo sem trastes
- Dan Brubeck - bateria

Com a presença de:
- Matthew Brubeck - violoncelo
- Bill Smith - clarinete (Moscow Nights e In Moscow, de 1987)
- Bobby Militello - saxofone alto saxofone tenor, flauta (Late Night Brubeck, de 1993)
- Jack Six]- contrabaixo
- Randy Jones - bateria

## Discografia seleccionada
- Jazz at the College of the Pacific (1953, Fantasy Records)
- Jazz at Oberlin (1953, Fantasy Records)
- Jazz Goes to College]] (1954 Columbia Records)
- Time Out (1959, Columbia Records/Legacy)
- Time Further Out (1961, Columbia Records/Legacy)
- Countdown Time in Outer Space (1962, Columbia Records
- Jazz Impressions of Japan (1964, Columbia Records/Legacy)
- DBQ In Berlin (1964, Columbia Records)
- Dave Brubeck's Greatest Hits (1966, Columbia Records/Legacy)
- Time In (1966, Columbia Records)
- Jackpot (1966, ao vivo em Las Vegas, Columbia Records)
- Adventures in Time (1968, Columbia Records)
- DBQ 25th Anniversary Reunion (1976, A&M Records)
- Vocal Encounters (2001, Sony Records)